# Olha Żownir
Olha Bohdaniwna Żownir (ukr. Ольга Богданівна Жовнір; ur. 8 czerwca 1989 w Niecieszynie) – ukraińska szablistka, mistrzyni olimpijska, pięciokrotna medalistka mistrzostw świata.
Podczas igrzysk olimpijskich w Pekinie w 2008 roku reprezentacja Ukrainy w składzie: Olha Żownir, Olha Charłan, Hałyna Pundyk i Ołena Chomrowa zdobyła złoty medal w zawodach drużynowych. Był to jej jedyny start olimpijski.
Na mistrzostwach świata w Antalyi w 2009 roku razem z Charłan, Pundyk i Chomrową zdobyła drużynowo kolejny złoty medal. W tej samej konkurencji zdobywała następnie srebrne medale na mistrzostwach świata w Paryżu (2010), mistrzostwach świata w Katanii (2011) i mistrzostwach świata w Kijowie (2012) oraz brąz podczas mistrzostw świata w Kazaniu (2014).
Zdobyła też złoty medal drużynowo na igrzyskach europejskich w Baku w 2015 roku, startując razem z Aliną Komaszczuk, Ołeną Krawaćką i Olhą Charłan. W rywalizacji indywidualnej zajęła tam piętnastą pozycję. Ponadto kilkukrotnie zdobywała medale mistrzostw Europy, w tym złoty drużynowo na mistrzostwach Europy w Lipsku w 2010 roku.